# Can't Be Tamed (canción)
«Can't Be Tamed» —en español: «No Puedo Ser Domada»— es una canción interpretada por la cantante estadounidense Miley Cyrus. La canción fue coescrita por Cyrus, Marek Pompetzki, Paul NZA y por sus productores Antonina Armato y Tim James. Fue publicada el 18 de mayo de 2010 por Hollywood Records como el principal sencillo del tercer álbum de estudio de Cyrus, Can't Be Tamed. 
Una versión Rockangeles remix con el rapero Lil Jon fue incluida como bonus track en las ediciones digitales del álbum. De acuerdo con Cyrus, «Can't Be Tamed» describe el deseo de salir y experimentar la libertad. «Can't Be Tamed» se basa principalmente en los sintetizadores, explorando a través de géneros electropop y synthpop.
«Can't Be Tamed» ha recibido una respuesta positiva por los críticos contemporáneos. Su video musical fue dirigido por Robert Hales y sigue a Miley Cyrus interpretando la canción rodeada de bailarines en un museo. Cyrus primero se encuentra atrapada en una jaula gigante, siendo observada por espectadores; luego escapa y destroza el museo. Es su quinto sencillo en el top 10 en el Billboard Hot 100. Hasta julio de 2013, vendió 1 180 000 descargas en los Estados Unidos.

## Lanzamiento

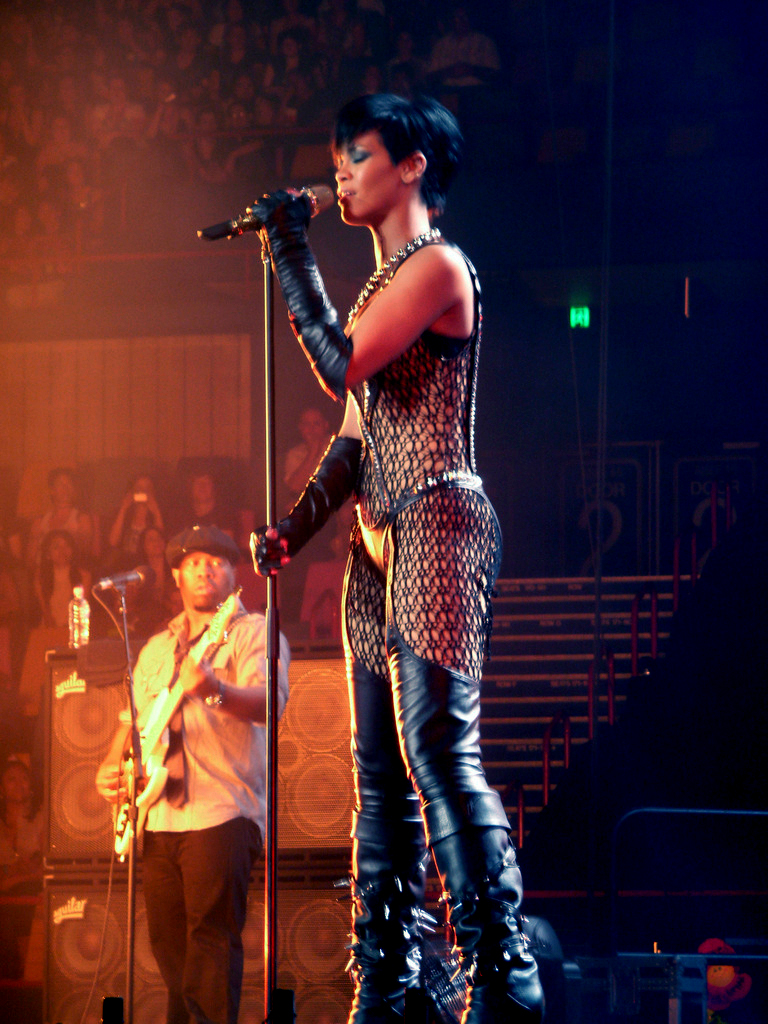
Rolling Stone comparó la canción con el estilo musical de Rihanna.

Hollywood Records describe «Can't Be Tamed» como una «canción de auto empoderamiento en la cual Miley afirma que va a ser sincera hacia ella misma en las relaciones». La canción hace gran uso de sintetizadores, y la voz de Miley usa auto-tune en algunas líneas. Leah Greenblatt de Entertainment Weekly interpretó la letra de «Can't Be Tamed» como una manera de deshacerse de la imagen que ha desarrollado a través de Hannah Montana, que se estrenó en 2006. La canción se estrenó el 30 de abril de 2010. La página de MySpace oficial de Cyrus fue lanzado oficialmente para airplay el 3 de mayo de 2010 y para descarga digital el 18 de mayo de 2010.
La canción fue dedicada a su novio, Liam Hemsworth. Ya que él trata de que ella no se muestre tan salvaje ante las cámaras. Va a ser lanzado el 14 de junio de 2010 en el Reino Unido. De esta canción se lograron vender más de 400.000 copias digitales en su primera semana de lanzamiento ocupando los primeros sitios de venta legal en línea.

## Críticas
Los críticos contemporáneos han recibido ha «Can't Be Tamed» favorablemente. Leah Greenblatt de Entertainment Weekly sintió que la canción «no es un mal negocio para las radios estacionarias, pero no es de los tops de fin de año que están hechos». Dijo que no ofrece una «gran sensación» y la encontró similar a «Not Myself Tonight» de Christina Aguilera. Greenbalt también se decepcionó con el ritmo de los versos, «I'm not here to sell ya' / Or tell you to go to hell». Sonya Sorich del Ledger-Enquirer dijo que mientras anticipaba una mala acogida, «"Can't Be Tamed" [...] [es] también un gran candidato para un track de baile con placer culposo». Jarett Wieselman del New York Post dijo que le gustó la canción y que a pesar de que no compró «Party in the U.S.A.» (2009), teme que no «pueda resistir» comprar «Can't Be Tamed». Dijo que la canción tiene una vibra «atrevida de la vieja escuela Britney Spears», la llamó «totalmente pegajosa» y predijo que puede ser un éxito de verano. La canción obtuvo certificación ORO por ventas mayoritarias a 35.000 descargas. Ailbhe Malone de The Irish Times escribió, «Miley está tomando un marco electro, Menos Fiesta en los E.U.A. (Party in the U.S.A.), más "Fiesta con mis padres lejos", nos gusta esto».

## Video musical

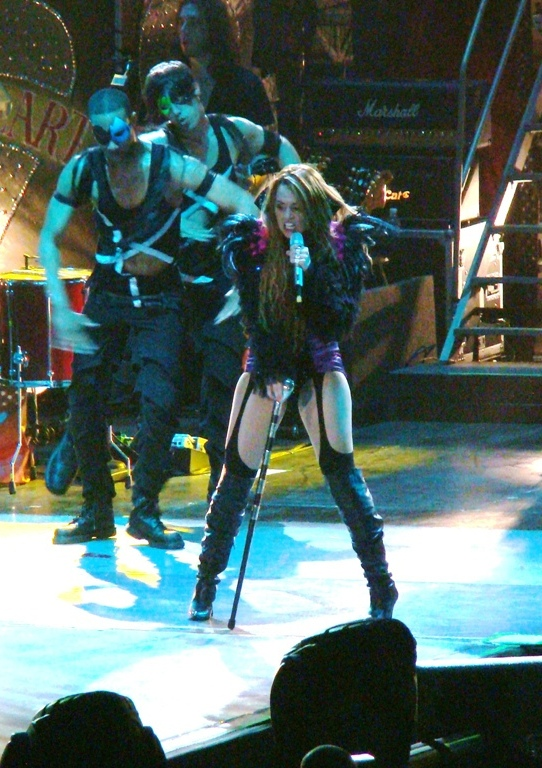
Cyrus interpretando «Can't Be Tamed» durante el Gypsy Heart Tour

El video musical de «Can't Be Tamed» fue dirigido por Robert Hales. El video fue coreografiado por Jamal Sims, quién coreógrafo «Hoedown Throwdown», también de Cyrus. Cyrus y Sims concibieron el argumento del vídeo juntos y se lo propusieron a Hales, que «envisionó la manera en que [lo] hicieron». Refiriéndose al tema, Cyrus explicó, «Creo que [el video] explica mi vida pero no excluye la vida de otras personas. No es solo sobre cuan fabulosos y glamoroso es todo esto. Es sobre la esencia de 'No quiero estar en una jaula. Quiero ser libre y hacer lo que me gusta». La intención del vídeo es ser la transición del alejamiento de Cyrus de su imagen de niña buena que ha desarrollado a través de Hannah Montana. De todas maneras, ella cree que sus fanes se podrán identificar con el vídeo en sus propias circunstancias, como las jerarquías en la escuela preparatoria. Ella cree que su deseo de «destacar [más bien] que encajar» es compartido por los adolescentes que esperan romper con los grupos de secundaria como sabes eso. En una entrevista con la cantante, Ryan Seacrest apuntó así el gran sexappeal del vídeo. Cyrus estuvo de acuerdo con que el vídeo era sexy, pero no se supone que eso sea la primicia: «El vídeo no es acerca de ser sexy o quién puede tener menos ropa [...] Se trata de explicar y vivir la letra de la canción».
El video fue grabado en los días 10-11 de abril de 2010 en Sony Studios en Culver City, California. Cerca de veinte bailarinas y veinte bailarines fueron usados para el vídeo. El vídeo presenta a Miley Cyrus como una ave exótica o más bien un cuervo escapando de su jaula, simbolizando a Cyrus como cantante acabando con su imagen de chica buena. Antes de la grabación, Cyrus plasmó meticulosamente sus ideas para el vídeo en papel. Por ejemplo, ella eligió el maquillaje de sus bailarines y contemplató su vestuario; mientras que no quería que el cuerpo de sus bailarines «se vieran como cuerpos normales», no quería que tuvieran muchas escamas y parecerse mucho a peces o demasiadas patas de ave y verse muy temibles. Hales quiso que Cyrus se pareciera a un ave sin «tener un pico realmente» o que estuviera muy explícito, así que los estilistas de Cyrus crearon accesorios parecidos a aves. Entre ellos están brazaletes con correas de cuero largas, hombreras de plumas, y un chaleco de plumas que se viste sobre un leopardo negro y botas de cuero negro hasta los muslos. Cyrus dijo que originalmente había probado un vestuario «completamente diferente», pero no lo estaba «sintiendo» la mañana de la grabación. «Así que lo hicimos ese mismo día en la mañana, y añadimos piezas a través del día... más cuero y más plumas. Creo que es muy divertido y seguimos cambiando el look» dijo. El maquillador de Cyrus, Denika Bedrossian, se enfocó en los ojos de la cantante; usó «colores con tonos de joyas» y pestañas con punta de plumas para darle a Cyrus un «ojo de pavo real profundo». En escenas cortadas, Cyrus viste un corsé hecho de 2,400 piezas de plata y varias plumas de pavo real. Fue diseñado por The Blonds, debutó en su pasarela de otoño 2010, y cuesta US $25,000. El 28 de octubre de 2013, el canal VEVO oficial de Cyrus publicó la entrega y celebración de los videos certificados de la cantante. En el momento de comentar el vídeo de «Can't Be Tamed» señaló que grabar ese fue una experiencia diferente y que «es uno de mis [vídeos] favoritos, porque representa lo que en ese momento sentía, ese deseo de libertad y de como llegué a ser lo que soy ahora».

### Trama

La canción recibió críticas positivas de Rolling Stone.

El video comienza con espectadores vestidos elegantemente en un museo mientras un hombre introduce diciendo: «una criatura tan rara que se creía extinta. En cautiverio por primera vez, la criatura más rara en la Tierra, Avis Cyrus». Cortinas blancas se retiran para revelar a Cyrus, vestida con un leotardo negro y alas negras expansivas generadas por computadora wings, dormida en un nido de ave gigante dentro de una jaula. Cyrus se levanta y se acerca a la audiencia, pero un flash de la cámara la sorprende y la hace protegerse con sus alas. La música inicia, y Cyrus se revela otra vez y se une a un gran grupo de bailarines con plumas. Mientras Cyrus canta, ella y los bailarines escapan de la jaula y merodean el museo, destrozando las exhibiciones. Hacen bailes provocativos en la jaula y en pasillos oscuros del museo. En escenas entrecortadas Cyrus está acostada, vestida con un corsé dorada unido a una cama de plumas de pavo real, o sola en el nido de la jaula. El video termina mostrando a Cyrus sola de nuevo en la jaula y el museo destrozado. Es catalogado el mejor vídeo del 2011, superando a «Telephone» de Lady Gaga ft. Beyoncé y a «California Gurls» de Katy Perry.[cita requerida]

### Recepción del video
El video se estrenó el 4 de mayo de 2010 en E! News. El video ha sido bien recibido por los críticos. También ha recibido numerosas comparaciones con videos de Britney Spears y Christina Aguilera, a pesar de que Miley «quiso que fuera algo diferente para una artista femenina». Cristina Gibson de E! describió el video como «movido», similar al video de «Party in the U.S.A.», pero «en esteroides». Tina Warren de MTV News dijo que el video era un buen paso para deshacerse de su imagen de buena niña y le dio una buena crítica al video, llamándolo «intrigante» y sosteniendo, «El video [...] es realmente magnético y no puedes apartar la vista». El 13 de noviembre de 2012, el video alcanzó las 100 millones de reproducciones en YouTube.

## Interpretaciones en directo

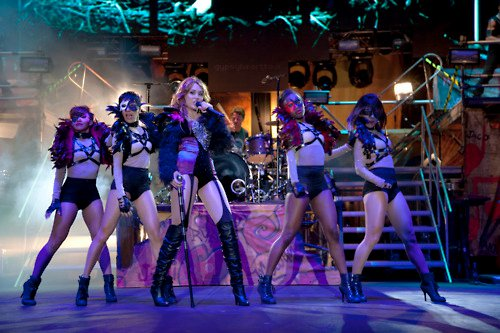
Miley Cyrus en el Gypsy Heart Tour de 2011 interpretando «Can't Be Tamed».

La ha presentado para la promoción de su tercer álbum.
- Dancing with the Stars (2010): Fue la primera presentación en vivo, salió de un jaula con sus bailarines, vestida igual que el video realizó una coreografía similar al video musical.

- Rock in Rio (2010): Fue la primera presentación fuera de Estados Unidos presentándola en Lisboa, Portugal con un corsé verde amarillo y una chaqueta negra acompañada de sus bailarines. También en Madrid, España pero con un corsé negro.

- 1515 Club (2010): La presentó en una discoteca de París, Francia.

- Britain's Got Talent (2010): Con una puesta en escena más agresiva Cyrus realizó movimientos muy sensuales además que simuló un beso lésbico con una de sus bailarinas recibiendo duras críticas por parte de la prensa tanto la simulación del beso por la sensualidad de la coreografía.

- Heaven and G-A-Y (2010): Discotecas de Londres, Inglaterra con movimiento sensuales y la coreografía del video, destacó por usar un suéter de la bandera del Reino Unido.

- Good Morning America, Late Show with David Letterman (2010): En el primero destacó por una coreografía sencilla con un toque de rock, en la segunda una de las presentaciones más sencillas ya que solo estaba Cyrus y su banda donde realizó leves movimientos.

- MuchMusic Video Awards (2010): En este era anfitriona, vestida de blanco, sus bailarines iniciaron con un baile tribal para ella aparecer amarrada de las manos y liberarse para así comenzar a cantar y luego quitarse parte del traje y quedar en un corsé blanco. Esta presentación hace alusión a la película King Kong.

- House of Blues (2010): Acompañada de sus bailarines, con una coreografía similar al video pero con movimientos más agresivos, además de simular un beso con uno de su bailarines y a mitad de canción se quitó el auricular ya que este se había enganchado al cinturón.

- Gypsy Heart Tour (2011): Fue el intermedio entre «Smells Like Teen Spirit» (entre Ecuador y Colombia) / «Stay» (entre Costa Rica y Australia), y «Landslide». Con un cambio en el inicio se muestra con un traje de plumas y atrás fragmentos del vídeo de esta canción, Cyrus hace pasos del vídeo musical utilizando un bastón con un mango en forma de corazón, para finalizar con un baile tribal por parte de sus bailarines mientras ella toca un tambor con un bate.

- Bangerz Tour (2014): Cyrus la interpretó con un traje de plumas en blanco y negro, mientras que en el escenario había un gigantesco perro, su mascota Floyd. Para la etapa en Latinoamérica, Cyrus utilizó un body celeste con una chaqueta de plumas en blanco y negro y en la espalda la cara de Floyd, además de llevar una peluca corta blanca y de no incluir al "Floyd gigante".

- BBC Radio 1 Big Weekend (2019):El 25 de mayo de 2019 Cyrus se presentó como cabeza de cartel del festival de música británico BBC Radio 1 Big Weekend, donde interpretó además del sencillo, sus grandes éxitos y tres nuevas canciones.[31]

## Formatos y lista de canciones
| - Descarga digital |                                              |          |  |
| N.º                | Título                                       | Duración |  |
| 1.                 | «Can't Be Tamed» (Versión del álbum)         | 2:48     |  |
| 2.                 | «Can't Be Tamed» (Wideboys Stadium Club Mix) | 2:46     |  |

## Posicionamiento en listas
| País (Lista 2010)                         | Mejor posición |
| ----------------------------------------- | -------------- |
| Alemania (Media Control Charts)           | 29             |
| Australia (Listas musicales de Australia) | 14             |
| Austria (Ö3 Austria Top 40)               | 21             |
| Bélgica - Flandes (Ultratop 50)           | 39             |
| Bélgica - Valonia (Ultratop 40)           | 40             |
| Canadá (Canadian Hot 100)                 | 6              |
| Eslovaquia (Rádio Top 100 Oficiálna)      | 28             |
| España (PROMUSICAE)                       | 14             |
| Estados Unidos (Billboard Hot 100)        | 8              |
| Estados Unidos (Pop Songs)                | 16             |
| Francia (SNEP)                            | 15             |
| Irlanda (IRMA)                            | 5              |
| Japón (Japan Hot 100)                     | 12             |
| Noruega (VG-lista)                        | 15             |
| Nueva Zelanda (RIANZ)                     | 5              |
| Países Bajos (MegaCharts)                 | 82             |
| Reino Unido (UK Singles Chart)            | 13             |
| Suecia (Sverigetopplistan)                | 42             |
| Suiza (Schweizer Hitparade)               | 53             |
| Unión Europea (European Hot 100 Singles)  | 15             |
| Posiciones del vídeo (Lista 2010)         | Posición       |
| Estados Unidos (Hot Videoclip Tracks)     | 3              |
| Mundo                                     | 1              |

| País (Lista 2010)                  | Posición |
| ---------------------------------- | -------- |
| Canadá                             | 92       |
| Estados Unidos (Billboard Hot 100) | 79       |
| Francia                            | 86       |
| Reino Unido                        | 18       |

## Certificaciones
| País (Organismo certificador) | Certificaciones | Ventas certificadas | Ref.   |
| ----------------------------- | --------------- | ------------------- | ------ |
| Australia (ARIA)              | 2× Platino      | 140 000             | [ 54 ] |
| Brasil (Pro-Música Brasil)    | Oro             | 30 000              | [ 55 ] |
| Estados Unidos (RIAA)         | 2× Platino      | 2 000               | [ 56 ] |
| Reino Unido (BPI)             | Plata           | 200 000             | [ 57 ] |

## Posicionamiento y sucesión
| Predecesor: «California Gurls» de Katy Perry | iTunes chart — Sencillo número uno 20 de mayo de 2010 — 25 de mayo de 2010 | Sucesor: «California Gurls» de Katy Perry   |
| Predecesor: «California Gurls» de Katy Perry | iTunes chart — Sencillo número uno 20 de mayo de 2010 — 26 de mayo de 2010 | Sucesor: «California Gurls» de Katy Perry   |
| Predecesor: «California Gurls» de Katy Perry | iTunes chart — Sencillo número uno 30 de mayo de 2010 — 5 de junio de 2010 | Sucesor: «Satellite» de Lena                |
| Predecesor: «California Gurls» de Katy Perry | Yahoo Video — Sencillo número uno 29 de mayo de 2010 — 5 de junio de 2010  | Sucesor: «Gettin' Over You» de David Guetta |

## Historial de lanzamiento
| País           | Fecha              | Formato          | Discográfica | Ref.   |
| -------------- | ------------------ | ---------------- | ------------ | ------ |
| Estados Unidos | 3 de mayo de 2010  | Radio airplay    | Hollywood    | [ 2 ]  |
| Estados Unidos | 18 de mayo de 2010 | Descarga digital | Hollywood    | [ 2 ]  |
| Reino Unido    | 27 de mayo de 2010 | CD               | Hollywood    | [ 58 ] |

## Premios y nominaciones
El sencillo «Can't Be Tamed» recibió varias nominaciones en distintas ceremonias de premiación. A continuación, una lista de las candidaturas que obtuvo:
| Año  | Premiación                | Categoría                           | Resultado | Ref.          |
| ---- | ------------------------- | ----------------------------------- | --------- | ------------- |
| 2010 | Hollywood Teen TV Awards  | Música Adolescente: Canción del Año | Nominada  | [ 59 ]        |
| 2010 | Virgin Media Music Awards | Mejor Videoclip del Año             | Ganadora  | [ 60 ]        |
| 2010 | Teen Choice Awards        | Mejor Música: Sencillo              | Nominada  | [ 61 ] [ 62 ] |
| 2012 | VEVO Certified            | 100 millones de reproducciones      | Ganadora  |               |